# Cucut sargantaner de Cuba
El cucut sargantaner de Cuba (Coccyzus merlini) és una espècie d'ocell de la família dels cucúlids (Cuculidae) que habita boscos i matolls de Cuba. El cucut sargantaner de les Bahames ha estat considerat una subespècie.